# Banara parviflora
Banara parviflora là một loài thực vật có hoa trong họ Liễu. Loài này được (A. Gray) Benth. mô tả khoa học đầu tiên năm 1861.